# Emilio de la Cierva Miranda
Emilio de la Cierva Miranda   (Ferrol, 11 de febrer de 1911 - Maó, 11 d'agost de 1992) fou un militar gallec, Capità general de les Illes Balears durant la transició espanyola.
Era net de l'almirall Augusto Miranda y Godoy. Ingressà a l'Acadèmia General Militar en 1928, ascendint a tinent el 1933, a capità el 1937, a comandant el 1943, a tinent coronel el 1952 i a coronel el 1963. En 1969 ascendí a general de brigada i fou cap d'enginyers de la II Regió Militar i director de l'Escola d'Aplicació d'Enginyers i Transmissions de l'Exèrcit. En 1971 fou ascendit a general de divisió i fou nomenat segon cap de tropes de la VII Regió Militar. En 1974 ascendí a tinent general i fou nomenat Capità general de les Illes Balears, càrrec que va ocupar fins que va passar a situació B el febrer de 1977. En febrer de 1981 va passar definitivament a la reserva.
En 1969 fou condecorat amb la Gran Creu de l'Orde de Sant Hermenegild.